# 프란시스코 S. 카르바할
프란시스코 S. 카르바할(Francisco S. Carvajal, 1870년 12월 19일 ~ 1932년 9월 20일)은 멕시코의 변호사이자 1914년 잠시 멕시코의 대통령으로서 재임했던 정치인이다. 외교 장관이었을 때, 그는 빅토리아노 우에르타의 후임으로서 대통령직을 승계했다.
1870년 캄페체에서 태어난, 카르바할은 법학을 공부했다. 그는 포르피리오 디아스 대통령 시절에 요직에 있었다. 1911년 5월 3일에 디아스는 헌법주의자 반란군 프란시스코 I. 마데로와 함께 한 평화 회의에서 그를 그의 대표로서 임명했었다. 1913년, 빅토리아노 우에르타가 마데로로부터 권력을 빼앗은 뒤, 우에르타는 그를 대법원장으로 임명했다. 그 후 1914년 7월 10일, 우에르타는 그를 외교 장관으로 명명했다. 우에르타가 7월 15일에 사임했을 때, 카르바할은 법적으로 대통령직에 2번째 후보였다.
그의 한달간의 대통령 임기 동안, 그는 베누스티아노 카란사와 그의 헌법 군대 (테오로유칸 조약)로의 권력 이동을 목격했다. 카르바할은 1914년, 8월 13일에 공직을 떠났고 카란사는 8월 20일에 대통령 선서를 했다.
카르바할은 미국으로 떠났다. 뉴올리언스, LA,에서 그는 루이스 마틴을 만나 결혼했다. 그들은 1918년 10월 19일에 아이를 낳았다. 그는 다시 변호사직을 얻기 위해 1922년에 멕시코 시티로 돌아왔다. 그는 1932년에 멕시코 시티에서 죽었다.

## 같이 보기
- 멕시코의 국가원수 목록

## 참고
- (스페인어) "Carvajal, Francisco," Enciclopedia de México, vol. 6. Mexico City, 1996, ISBN 1-56409-016-7.
- (스페인어) García Puron, Manuel, México y sus gobernantes, v. 2. Mexico City: Joaquín Porrua, 1984.
- (스페인어) Orozco Linares, Fernando, Gobernantes de México. Mexico City: Panorama Editorial, 1985, ISBN 968-38-0260-5.